# Lola Yamaha ABT Formula E Team
Lola Yamaha ABT Formula E Team, anteriormente Audi Sport ABT Formula E Team y luego ABT CUPRA Formula E Team, es una escudería de Fórmula E perteneciente a Abt Sportsline. Han competido las primeras siete temporadas en asociación con Audi Sport, ganando un Campeonato de Pilotos y otro de Equipos. En la temporada 2022-23 regresaron tras estar dos años sin competir en Formula E, con la marca española de automóviles CUPRA, segunda marca de SEAT. Actualmente están vinculados con Lola y Yamaha. 

## Historia

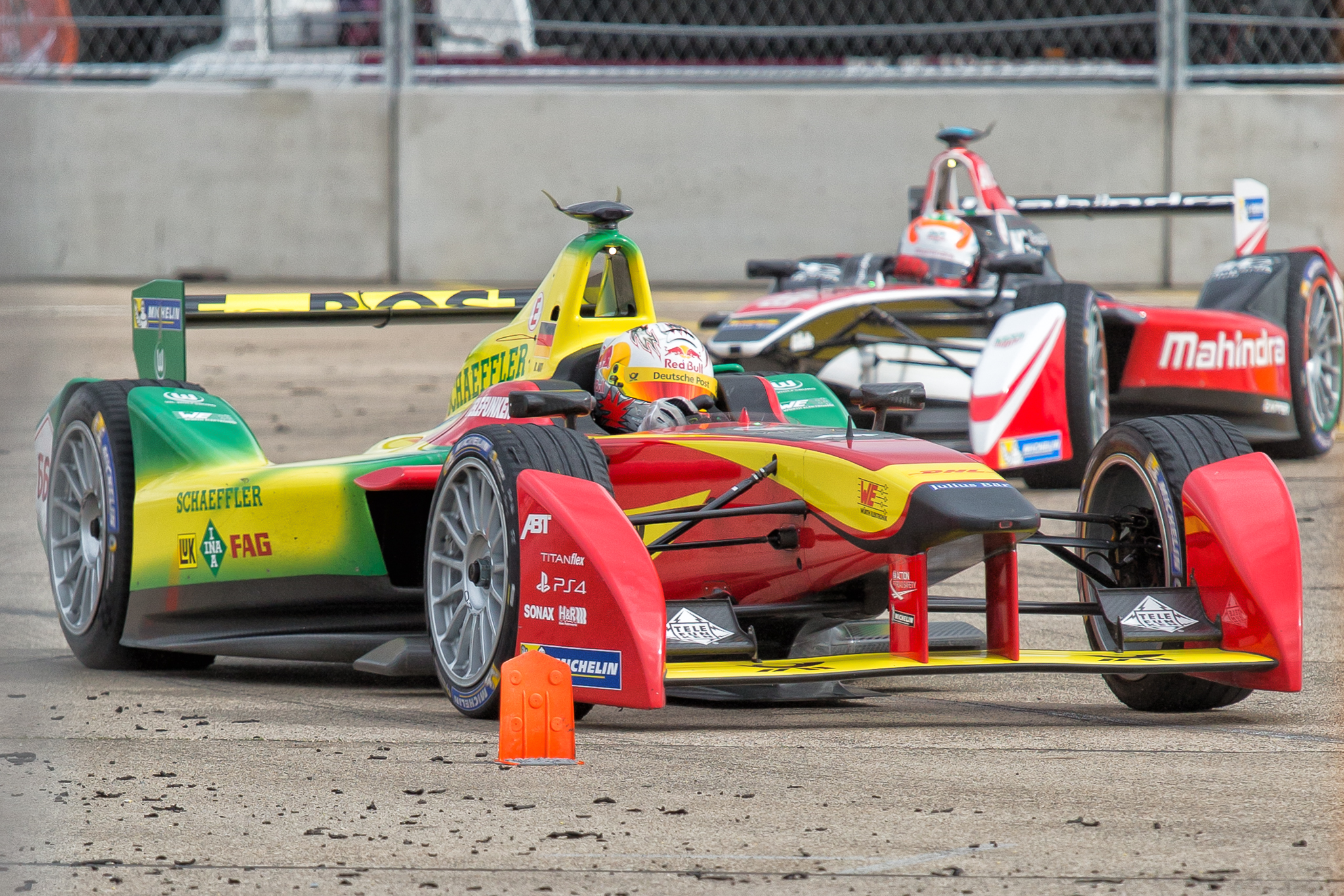
Daniel Abt durante la carrera de Berlín de la temporada inaugural 2014-2015 del campeonato mundial de Fórmula E.

Con sede en Algovia, Alemania, el equipo ABT fue inicialmente un consorcio entre la empresa de tunning de automóviles Abt Sportsline, con el patrocinio y colaboración de Audi Sport.

### Temporada 2014-15
En la temporada 2014-15, el equipo compitió bajo el nombre de Audi Sport Abt en el recién creado Campeonato de Fórmula E de la FIA. Los conductores fueron Daniel Abt y Lucas di Grassi. Di Grassi ganó la primera carrera, el Beijing ePrix 2014. El equipo estuvo la mayor parte de la temporada en el segundo lugar del campeonato de equipos pero término la temporada en el tercer lugar en la clasificación por equipos. Además, Grassi terminó tercero en la clasificación de pilotos y Abt terminó undécimo.

### Temporada 2015-16
En la temporada 2015–16, el equipo compitió bajo el nombre de ABT Schaeffler Audi Sport. ABT Sportsline fue nombrado como uno de los ocho constructores del campeonato, el equipo desarrollo su propio monoplaza que llevó el nombre de ABT Schaeffler FE01. Los contratos con ambos conductores fueron renovados. Di Grassi ganó tres carreras, además de conseguir cuatro podios y terminó segundo en el campeonato, Daniel Abt terminó séptimo con un total de tres podios. En la clasificación por equipos, ABT Schaeffler Audi Sport se llevó el segundo puesto.

### Temporada 2016-17

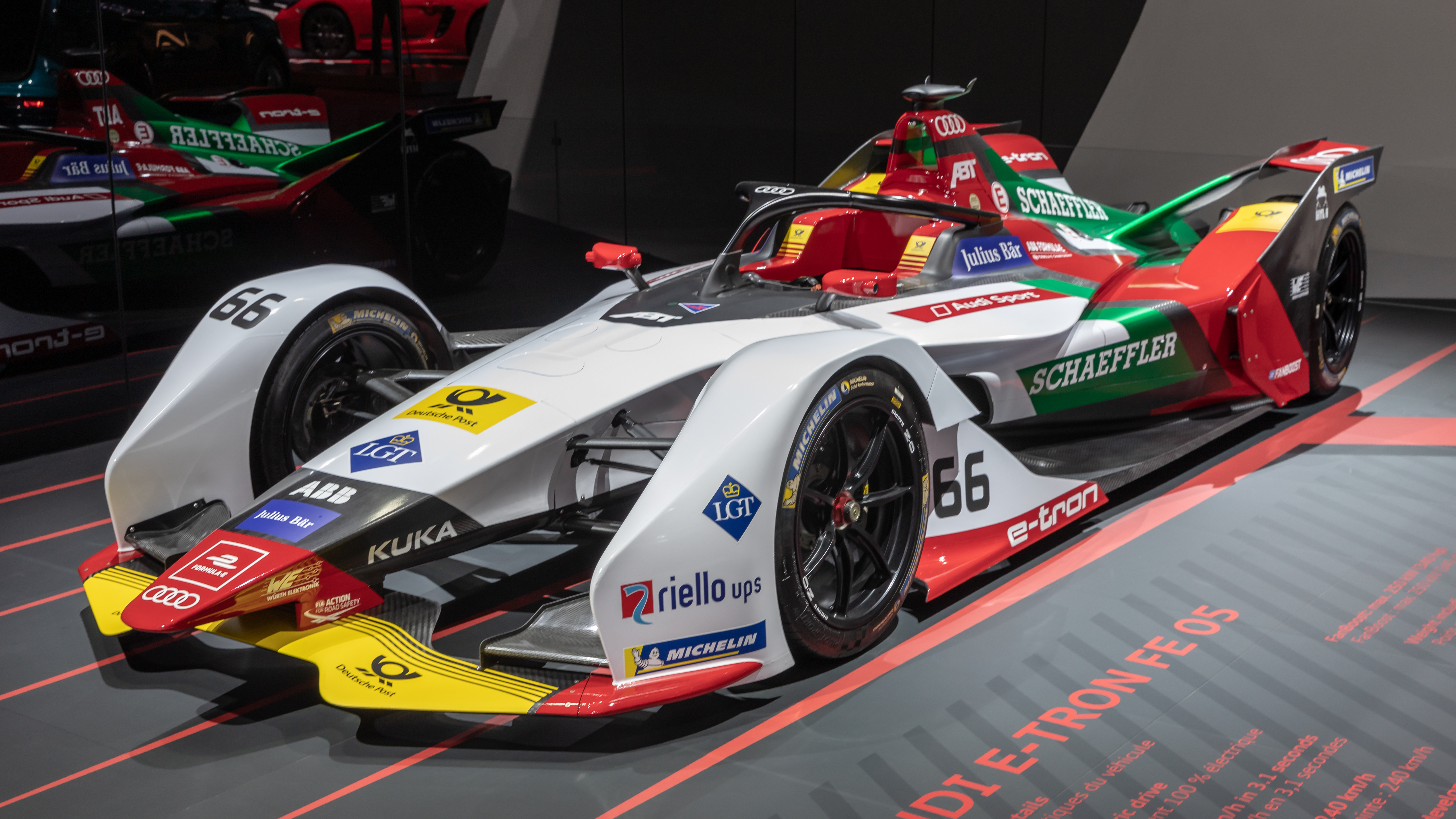
Spark-Audi e-tron FE05 de la temporada 2018-19.

En la temporada 2016-17, el equipo corrió con los mismos pilotos, el vehículo con un sistema de propulsión avanzado se llamó ABT Schaeffler FE02. El equipo nuevamente consiguió el segundo lugar en el clasificación por equipos. Di Grassi ganó el título de pilotos por primera vez con dos victorias y siete podios mientras que Abt terminó octavo sin conseguir ningún podio. En julio de 2017, inmediatamente después del final de la temporada, Audi AG se hizo cargo de todas las acciones del equipo de Fórmula E.

### Temporada 2017-18
En 2017-18, el equipo logró su primer título en el Campeonato de Equipos con una ventaja de dos puntos sobre Techeetah. Di Grassi inició la temporada sin sumar puntos en las cuatro primeras carreras, pero logró remontar y, con siete podios consecutivos en el final de la temporada, lograr el subcampeonato detrás de Jean-Éric Vergne. Por otro lado, Daniel Abt logró sus únicas dos victorias en Fórmula E este año.

### Temporada 2018-19
En 2018-19, Audi Sport ABT Schaeffler obtuvo el subcampeonato de equipos y Di Grassi fue tercero con dos victorias. Es destacable que, para el ePrix de Hong Kong de 2019, que marcaba la carrera 50 de la Fórmula E, tanto Lucas di Grassi como Daniel Abt habían sido partícipes de las 50 carreras, algo que solo ocurría con otros dos pilotos de la parrilla.

### Últimos años con Audi
La temporada 2019-20 fue la peor en la historia del equipo, que no logró ningún triunfo y fue sexto en el campeonato. Daniel Abt fue expulsado del equipo de forma escandalosa durante el parón por la pandemia de COVID-19, luego de que se descubriera que había contratado a un profesional de simracing para que lo sustituyera ilegalmente durante una carrera virtual oficial de la Fórmula E. René Rast fue su sustituto al retomarse la temporada.

En 2020-21, ABT disputó su última temporada en conjunto con Audi Sport. Con dos victorias de Di Grassi, la escudería finalizó cuarta en el clasificador final. 

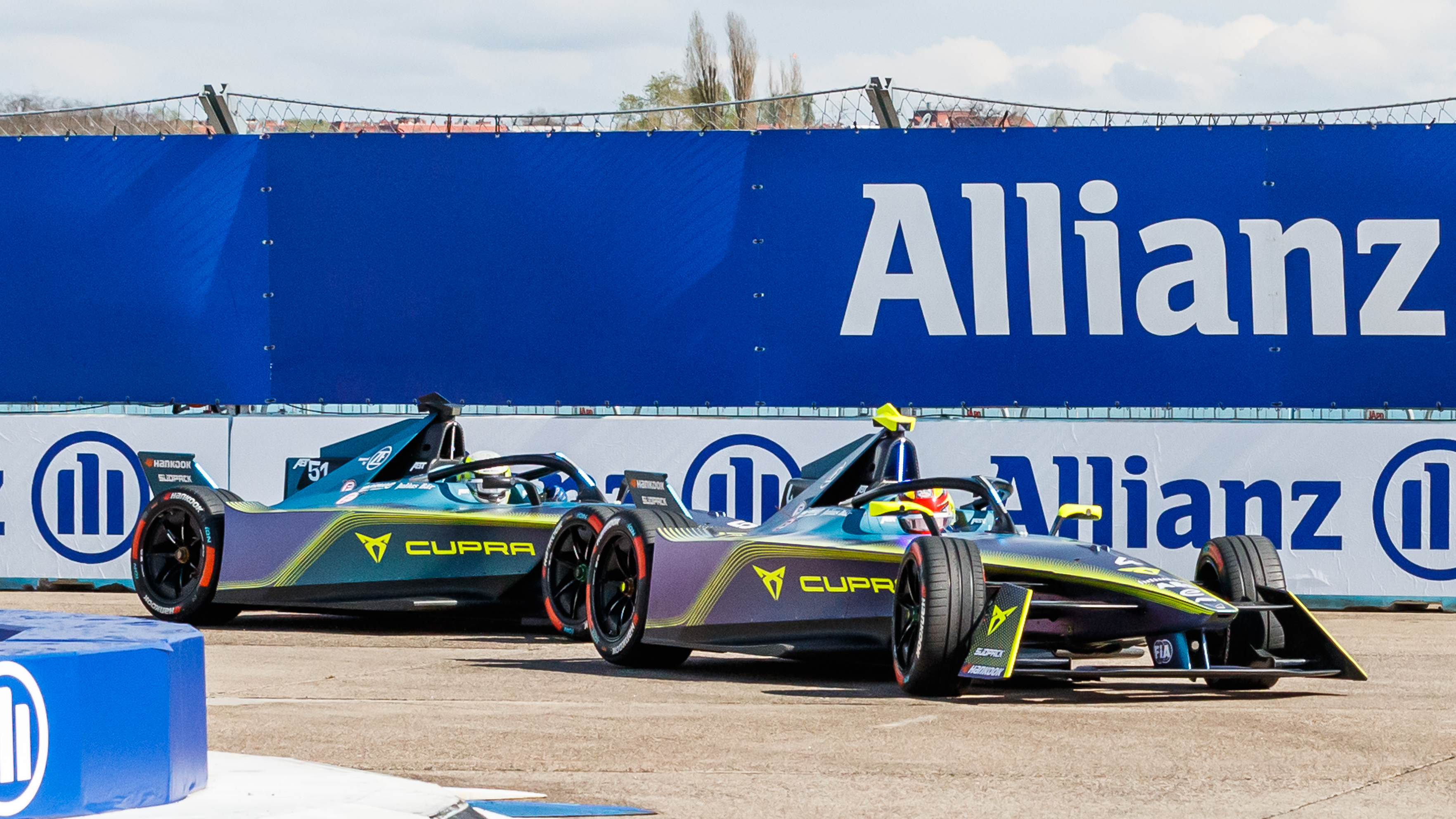
Monoplaza ABT Cupra utilizado en la temporada 2022-23.

### Asociación con Cupra
Tras una temporada de ausencia, ABT volvió a la categoría en 2022-23 como cliente de Mahindra y asociándose con la marca española Cupra, bajo el nombre de ABT CUPRA Formula E Team. Esta asociación duró dos temporadas sin podios cosechados y un noveno puesto en el campeonato de equipos como mejor resultado.

### Asociación con Lola y Yamaha
En 2024, el histórico fabricante británico Lola Cars anunció su regreso al automovilismo de alto nivel tras más de una década de ausencia, formando una alianza técnica con Yamaha Motor Company y ABT para competir en la Fórmula E. El tren motriz del equipo es desarrollado conjuntamente por Lola y Yamaha.
Para su temporada inaugural, el equipo cuenta con el experimentado Lucas di Grassi y el joven Zane Maloney.

## Resultados

### Fórmula E
(Clave) (negrita indica pole position) (cursiva indica vuelta rápida)

| Año                           | Chasis                        | Neu.                          | N.º                           | Pilotos                       | 1                             | 2                             | 3                             | 4                             | 5                             | 6                             | 7                             | 8                             | 9                             | 10                            | 11                            | 12                            | 13                            | 14                            | 15                            | 16                            | Puntos                        | Pos.                          |                               |
| Audi Sport ABT Formula E Team | Audi Sport ABT Formula E Team | Audi Sport ABT Formula E Team | Audi Sport ABT Formula E Team | Audi Sport ABT Formula E Team | Audi Sport ABT Formula E Team | Audi Sport ABT Formula E Team | Audi Sport ABT Formula E Team | Audi Sport ABT Formula E Team | Audi Sport ABT Formula E Team | Audi Sport ABT Formula E Team | Audi Sport ABT Formula E Team | Audi Sport ABT Formula E Team | Audi Sport ABT Formula E Team | Audi Sport ABT Formula E Team | Audi Sport ABT Formula E Team | Audi Sport ABT Formula E Team | Audi Sport ABT Formula E Team | Audi Sport ABT Formula E Team | Audi Sport ABT Formula E Team | Audi Sport ABT Formula E Team | Audi Sport ABT Formula E Team | Audi Sport ABT Formula E Team | Audi Sport ABT Formula E Team |
| ----------------------------- | ----------------------------- | ----------------------------- | ----------------------------- | ----------------------------- | ----------------------------- | ----------------------------- | ----------------------------- | ----------------------------- | ----------------------------- | ----------------------------- | ----------------------------- | ----------------------------- | ----------------------------- | ----------------------------- | ----------------------------- | ----------------------------- | ----------------------------- | ----------------------------- | ----------------------------- | ----------------------------- | ----------------------------- | ----------------------------- | ----------------------------- |
| 2014-15                       | Spark-Renault SRT 01E         | M                             |                               |                               | BEI                           | PUT                           | PDE                           | BUE                           | MIA                           | LBH                           | MON                           | BER                           | MSC                           | LON                           | LON                           |                               |                               |                               |                               |                               | 165                           | 3.º                           |                               |
| 2014-15                       | Spark-Renault SRT 01E         | M                             | 11                            | Lucas di Grassi               | 1                             | 2                             | 3                             | Ret                           | 9                             | 3                             | 2                             | DSQ                           | 2                             | 4                             | 6                             |                               |                               |                               |                               |                               | 165                           | 3.º                           |                               |
| 2014-15                       | Spark-Renault SRT 01E         | M                             | 66                            | Daniel Abt                    | 10                            | 10                            | 15                            | 13†                           | 3                             | 15                            | Ret                           | 14                            | 5                             | Ret                           | 11                            |                               |                               |                               |                               |                               | 165                           | 3.º                           |                               |
| ABT Schaeffler Audi Sport     |                               |                               |                               |                               |                               |                               |                               |                               |                               |                               |                               |                               |                               |                               |                               |                               |                               |                               |                               |                               |                               |                               |                               |
| 2015-16                       | Spark-ABT Schaeffler FE01     | M                             |                               |                               | BEI                           | PUT                           | PDE                           | BUE                           | MEX                           | LBH                           | PAR                           | BER                           | LON                           | LON                           |                               |                               |                               |                               |                               |                               | 221                           | 2.º                           |                               |
| 2015-16                       | Spark-ABT Schaeffler FE01     | M                             | 11                            | Lucas di Grassi               | 2                             | 1                             | 2                             | 3                             | DSQ                           | 1                             | 1                             | 3                             | 4                             | Ret                           |                               |                               |                               |                               |                               |                               | 221                           | 2.º                           |                               |
| 2015-16                       | Spark-ABT Schaeffler FE01     | M                             | 66                            | Daniel Abt                    | 11                            | 7                             | 8                             | 13                            | 7                             | 3                             | 10                            | 2                             | Ret                           | 2                             |                               |                               |                               |                               |                               |                               | 221                           | 2.º                           |                               |
| 2016-17                       | Spark-ABT Schaeffler FE02     | M                             |                               |                               | HKG                           | MAR                           | BUE                           | MEX                           | MON                           | PAR                           | BER                           | BER                           | NYC                           | NYC                           | MTR                           | MTR                           |                               |                               |                               |                               | 248                           | 2.º                           |                               |
| 2016-17                       | Spark-ABT Schaeffler FE02     | M                             | 11                            | Lucas di Grassi               | 2                             | 5                             | 3                             | 1                             | 2                             | Ret                           | 2                             | 3                             | 4                             | 5                             | 1                             | 7                             |                               |                               |                               |                               | 248                           | 2.º                           |                               |
| 2016-17                       | Spark-ABT Schaeffler FE02     | M                             | 66                            | Daniel Abt                    | Ret                           | 6                             | 7                             | 7                             | 7                             | 13                            | 6                             | 4                             | 14                            | Ret                           | 4                             | 6                             |                               |                               |                               |                               | 248                           | 2.º                           |                               |
| Audi Sport ABT Schaeffler     |                               |                               |                               |                               |                               |                               |                               |                               |                               |                               |                               |                               |                               |                               |                               |                               |                               |                               |                               |                               |                               |                               |                               |
| 2017-18                       | Spark-Audi e-tron FE04        | M                             |                               |                               | HKG                           | HKG                           | MAR                           | SAN                           | MEX                           | PDE                           | ROM                           | PAR                           | BER                           | ZUR                           | NYC                           | NYC                           |                               |                               |                               |                               | 264                           | 1.º                           |                               |
| 2017-18                       | Spark-Audi e-tron FE04        | M                             | 1                             | Lucas di Grassi               | 17                            | 14                            | Ret                           | Ret                           | 91                            | 2                             | 2                             | 21                            | 2                             | 1                             | 1                             | 2                             |                               |                               |                               |                               | 264                           | 1.º                           |                               |
| 2017-18                       | Spark-Audi e-tron FE04        | M                             | 66                            | Daniel Abt                    | 51                            | DSQ                           | 11                            | Ret                           | 1                             | 14                            | 41                            | 7                             | 1                             | 13                            | 21                            | 31                            |                               |                               |                               |                               | 264                           | 1.º                           |                               |
| 2018-19                       | Spark-Audi e-Tron FE05        | M                             |                               |                               | DIR                           | MAR                           | SAN                           | MEX                           | HKG                           | SYN                           | ROM                           | PAR                           | MON                           | BER                           | BRN                           | NYC                           | NYC                           |                               |                               |                               | 203                           | 2.º                           |                               |
| 2018-19                       | Spark-Audi e-Tron FE05        | M                             | 11                            | Lucas Di Grassi               | 9                             | 7                             | 12                            | 1                             | 2                             | 15†                           | 7                             | 4                             | Ret                           | 1                             | 9                             | 5                             | 18†                           |                               |                               |                               | 203                           | 2.º                           |                               |
| 2018-19                       | Spark-Audi e-Tron FE05        | M                             | 66                            | Daniel Abt                    | 8                             | 10                            | 3                             | 10                            | 4                             | 5                             | 18†                           | 3                             | 15                            | 6                             | 6                             | 6                             | 5                             |                               |                               |                               | 203                           | 2.º                           |                               |
| 2019-20                       | Spark-Audi e-Tron FE06        | M                             |                               |                               | DIR                           | DIR                           | SAN                           | MEX                           | MAR                           | BER I                         | BER I                         | BER II                        | BER II                        | BER III                       | BER III                       |                               |                               |                               |                               |                               | 114                           | 6.º                           |                               |
| 2019-20                       | Spark-Audi e-Tron FE06        | M                             | 11                            | Lucas Di Grassi               | 13                            | 2                             | 7                             | 6                             | 7                             | 8                             | 3                             | 8                             | 6                             | 21                            | 6                             |                               |                               |                               |                               |                               | 114                           | 6.º                           |                               |
| 2019-20                       | Spark-Audi e-Tron FE06        | M                             | 66                            | Daniel Abt                    | Ret                           | 6                             | 14                            | Ret                           | 14                            |                               |                               |                               |                               |                               |                               |                               |                               |                               |                               |                               | 114                           | 6.º                           |                               |
| 2019-20                       | Spark-Audi e-Tron FE06        | M                             | 66                            | René Rast                     |                               |                               |                               |                               |                               | 10                            | 13                            | Ret                           | 16                            | 3                             | 4                             |                               |                               |                               |                               |                               | 114                           | 6.º                           |                               |
| 2020-21                       | Spark-Audi e-Tron FE07        | M                             |                               |                               | DIR                           | DIR                           | ROM                           | ROM                           | VAL                           | VAL                           | MON                           | PUE                           | PUE                           | NYC                           | NYC                           | LON                           | LON                           | BER                           | BER                           |                               | 165                           | 4.º                           |                               |
| 2020-21                       | Spark-Audi e-Tron FE07        | M                             | 11                            | Lucas Di Grassi               | 9                             | 8                             | Ret                           | Ret                           | 7                             | 10                            | 10                            | 1                             | 18                            | 3                             | 14                            | 6                             | DSQ                           | 1                             | 20                            |                               | 165                           | 4.º                           |                               |
| 2020-21                       | Spark-Audi e-Tron FE07        | M                             | 33                            | René Rast                     | 4                             | 17                            | 6                             | Ret                           | 5                             | 6                             | Ret                           | 2                             | 10                            | 10                            | 20                            | 5                             | Ret                           | 9                             | 9                             |                               | 165                           | 4.º                           |                               |
| ABT CUPRA Formula E Team      |                               |                               |                               |                               |                               |                               |                               |                               |                               |                               |                               |                               |                               |                               |                               |                               |                               |                               |                               |                               |                               |                               |                               |
| 2022-23                       | Fórmula E-Mahindra M9ELECTRO  | H                             |                               |                               | MEX                           | DIR                           | DIR                           | HYD                           | CAB                           | SÃO                           | BER                           | BER                           | MON                           | YAK                           | YAK                           | PRT                           | ROM                           | ROM                           | LON                           | LON                           | 21                            | 11.º                          |                               |
| 2022-23                       | Fórmula E-Mahindra M9ELECTRO  | H                             | 4                             | Robin Frijns                  | Ret                           |                               |                               |                               |                               | 14                            | 14                            | 17                            | 13                            | 9                             | 13                            | 10                            | Ret                           | Ret                           | Ret                           | 17                            | 21                            | 11.º                          |                               |
| 2022-23                       | Fórmula E-Mahindra M9ELECTRO  | H                             | 4                             | Kelvin van der Linde          |                               | 16                            | 18                            | Ret                           | WD                            |                               |                               |                               |                               |                               |                               |                               |                               |                               |                               |                               | 21                            | 11.º                          |                               |
| 2022-23                       | Fórmula E-Mahindra M9ELECTRO  | H                             | 51                            | Nico Müller                   | 14                            | Ret                           | Ret                           | 11                            | WD                            | Ret                           | 15                            | 9                             | Ret                           | 11                            | 12                            | Ret                           | 6                             | 10                            | Ret                           | 8                             | 21                            | 11.º                          |                               |
| Fuente:                       |                               |                               |                               |                               |                               |                               |                               |                               |                               |                               |                               |                               |                               |                               |                               |                               |                               |                               |                               |                               |                               |                               |                               |